# Dean Kolstad
Dean Kolstad (* 16. Juni 1968 in Edmonton, Alberta) ist ein ehemaliger kanadischer Eishockeyspieler, der im Verlauf seiner aktiven Karriere zwischen 1985 und 1998 unter anderem 40 Spiele für die Minnesota North Stars und San Jose Sharks in der National Hockey League (NHL) auf der Position des Verteidigers bestritten hat. Darüber hinaus absolvierte Kolstad über 400 Partien in der International Hockey League, wo er im Jahr 1992 mit den Kansas City Blades den Turner Cup gewann.

## Karriere
Kolstad spielte zunächst zwei Jahre von 1983 bis 1985 in der British Columbia Junior Hockey League (BCJHL) bei den Langley Eagles. Nachdem er während dieser Zeit schon teilweise für die New Westminster Bruinsin der Western Hockey League (WHL) aufgelaufen war, wechselte er zur Saison 1985/86 fest in den Kader der Bruins, wurde aber im Verlauf der Saison innerhalb der WHL zu den Prince Albert Raiders transferiert. Der Verteidiger spielte bis Ende der Spielzeit 1987/88 bei den Raiders und ging zur Saison 1988/89 in die NHL zu den Minnesota North Stars in die National Hockey League (NHL), die ihn bereits im NHL Entry Draft 1986 in der zweiten Runde an 33. Position ausgewählt hatten.
In den drei Spielzeiten setzten ihn die North Stars hauptsächlich in der International Hockey League (IHL) bei den Kalamazoo Wings ein. Er bestritt in dieser Zeit lediglich 30 NHL-Spiele für Minnesota. Bedingt durch den NHL Dispersal Draft 1991 wechselte Kolstad zu den neu gegründeten San Jose Sharks, die ihn ebenfalls meistens im Farmteam, den Kansas City Blades, einsetzten. Mit den Blades konnte er in der Saison 1991/92 den Turner Cup der IHL gewinnen, aber in der NHL kam er erst wieder im Spieljahr 1992/93 zu zehn Einsätzen. Nach der Saison wechselte Kolstad erneut und spielte in der Folge in der American Hockey League (AHL), International Hockey League und Western Professional Hockey League (WPHL). Im Sommer 1998 beendete er im Alter von 30 Jahren seine aktive Karriere.

## Erfolge und Auszeichnungen
- 1987 WHL East Second All-Star Team
- 1988 WHL East Second All-Star Team
- 1990 IHL Second All-Star Team
- 1992 Turner-Cup-Gewinn mit den Kansas City Blades

## Karrierestatistik
(Legende zur Spielerstatistik: Sp oder GP = absolvierte Spiele; T oder G = erzielte Tore; V oder A = erzielte Assists; Pkt oder Pts = erzielte Scorerpunkte; SM oder PIM = erhaltene Strafminuten; +/− = Plus/Minus-Bilanz; PP = erzielte Überzahltore; SH = erzielte Unterzahltore; GW = erzielte Siegtore; 1 Play-downs/Relegation; Kursiv: Statistik nicht vollständig)